# Zelena Poleana, Cervonoarmiisk
Zelena Poleana (în ucraineană Зелена Поляна) este localitatea de reședință a comunei Zelena Poleana din raionul Cervonoarmiisk, regiunea Jîtomîr, Ucraina.

## Demografie
Componența lingvistică a localității Zelena Poleana
     Ucraineană (98,81%)
     Alte limbi (1,2%)
Conform recensământului din 2001, majoritatea populației localității Zelena Poleana era vorbitoare de ucraineană (98,81%), existând în minoritate și vorbitori de alte limbi.